# Yanguna spatiosa
Espèce
Yanguna spatiosa est une espèce de lépidoptères de la famille des Hesperiidae, de la sous-famille des Pyrginae et de la tribu des Pyrrhopygini.

## Dénomination
Yanguna spatiosa a été nommé par William Chapman Hewitson en 1870 sous le nom initial de Pyrrhopyga spatiosa.

### Nom vernaculaire
Yanguna spatiosa se nomme Spatiosa Skipper en anglais,.

### Sous-espèces
- Yanguna spatiosa spatiosa
- Yanguna spatiosa aspilos Mabille & Boullet, 1908
- Yanguna spatiosa mabillei Druce, 1909[1].

## Description
Yanguna spatiosa est un papillon au corps trapu à l'abdomen rayé de noir et au thorax couvert de poils orange sur le dessus. Les ailes sont de couleur bleu métallisé ornées pour les antérieures d'une bande blanche, avec des poils orange dans la partie basale et sur les ailes postérieures en ne laissant qu'une large bordure bleue au bord costal et au bord externe.
Le revers des ailes est bleu métallisé avec aux ailes antérieures la même bande blanche et très peu de poils orange.

## Écologie et distribution
Yanguna spatiosa est présent en Équateur et au Pérou.

### Biotope
En Équateur il a été trouvé en altitude, à 1 350 m et 1 600 m.

### Protection
Pas de statut de protection particulier.